# Concistori di papa Clemente X

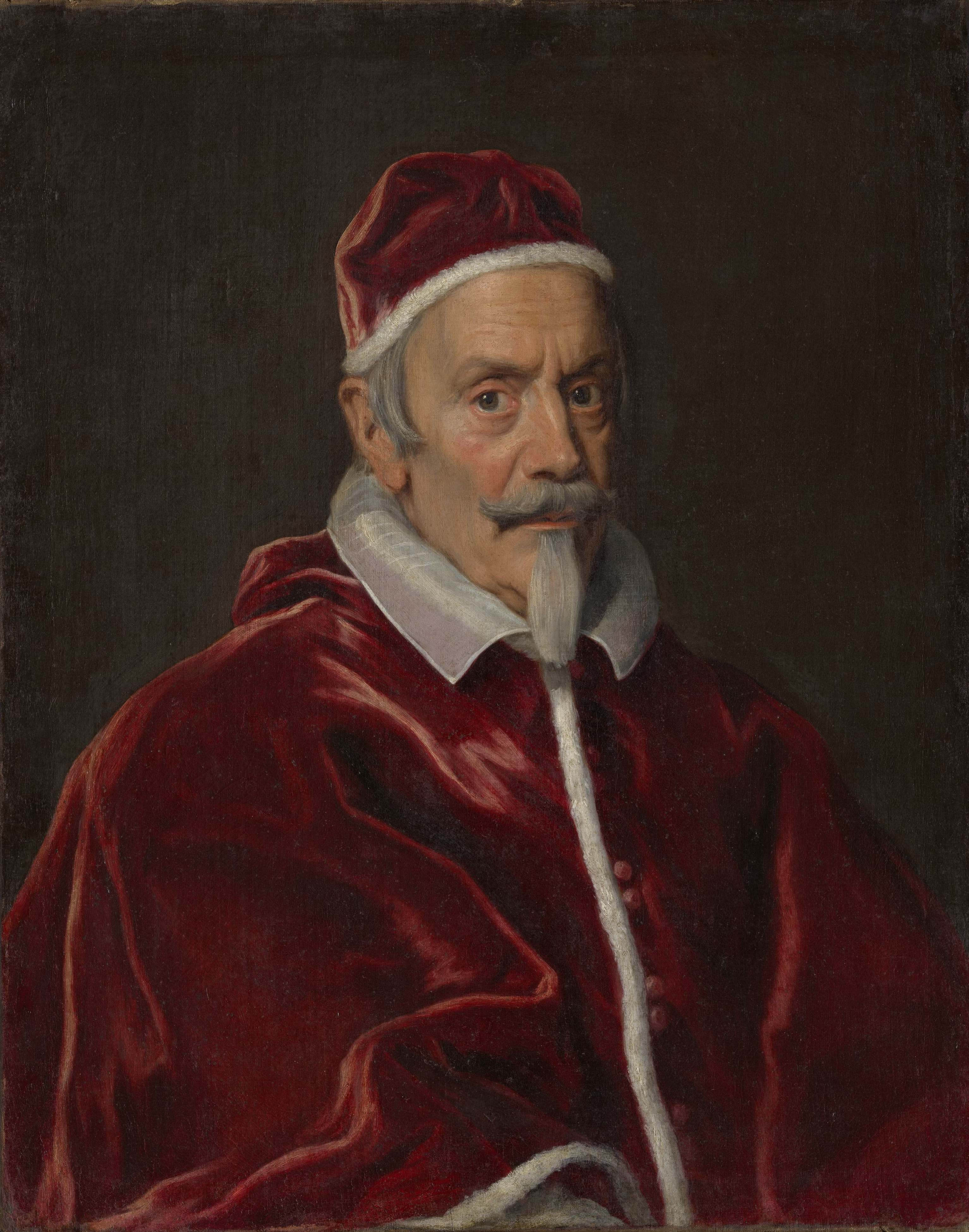
Papa Clemente X

Questa voce raccoglie l'elenco completo dei Concistori per la creazione di nuovi cardinali presieduti da papa Clemente X, con l'indicazione di tutti i cardinali creati. In sei concistori, Clemente X ha creato 20 cardinali, provenienti da cinque nazioni: 15 italiani, 2 francesi, 1 tedesco, 1 austriaco, 1 inglese. Tra i porporati figura un futuro pontefice: Benedetto XIII. I nomi sono posti in ordine di creazione.

## 22 dicembre 1670 (I)
Il 22 dicembre 1670, durante il suo primo concistoro, papa Clemente X creò 3 nuovi cardinali, tutti italiani:
- Federico Borromeo iuniore, patriarca titolare di Alessandria dei Latini, Segretario di Stato; cardinale presbitero di Sant'Agostino (titolo ricevuto nel febbraio 1671); deceduto il 18 febbraio 1673.
- Camillo Massimo, patriarca titolare di Gerusalemme dei Latini, nunzio apostolico emerito in Spagna; creato cardinale presbitero di Santa Maria in Domnica (pro illa vice) (titolo ricevuto nel febbraio 1671); deceduto il 12 settembre 1677.
- Gaspare Carpegna, arcivescovo titolare di Nicea, vescovo assistente al Soglio Pontificio; creato cardinale presbitero di Santa Maria in Portico Campitelli (pro illa vice) (titolo ricevuto nel febbraio 1671); deceduto il 6 aprile 1714.

## 24 agosto 1671 (II)
Il 24 agosto 1671, papa Clemente X creò 3 nuovi cardinali in pectore:
- Bernhard Gustav von Baden-Durlach, O.S.B., principe-abate dell'Abbazia di Fulda; creato cardinale presbitero (riservato in pectore, pubblicato nel concistoro del febbraio 1672 col titolo di Santa Susanna); deceduto il 26 dicembre 1677.
- César d'Estrées, vescovo di Laon; cardinale presbitero (riservato in pectore, pubblicato nel concistoro del maggio 1672 col titolo di Santa Maria in Via); deceduto il 18 dicembre 1714.
- Johann Eberhard Nidhard, arcivescovo titolare di Edessa di Osroene, ambasciatore del Regno di Spagna presso la Santa Sede; creato cardinale presbitero (riservato in pectore, pubblicato nel concistoro del maggio 1672 col titolo di San Bartolomeo all'Isola); deceduto il 1º febbraio 1681.

## 22 febbraio 1672 (III)
Il 22 febbraio 1672, papa Clemente X pubblicò il cardinale in pectore von Baden-Durlach, e inoltre creò 2 nuovi cardinali:
- Pierre de Bonzi, arcivescovo di Narbona; creato cardinale presbitero di Sant'Onofrio (titolo ricevuto nell'ottobre 1676); deceduto l'11 luglio 1703.
- Pietro Francesco (Vincenzo Maria) Orsini di Gravina, O.P.; creato cardinale presbitero di San Sisto; eletto poi papa con il nome Benedetto XIII il 29 maggio 1724; deceduto il 21 febbraio 1730.

## 16 gennaio 1673 (IV)
Il 16 gennaio 1673, papa Clemente X creò un solo nuovo cardinale:
- Felice Rospigliosi, nipote di papa Clemente IX, arciprete della Basilica di Santa Maria Maggiore; creato cardinale diacono di Santa Maria in Portico Campitelli; deceduto il 9 maggio 1688.

## 12 giugno 1673 (V)
Il 12 giugno 1673, papa Clemente X creò 4 nuovi cardinali più uno riservato in pectore:
- Francesco Nerli il Giovane, arcivescovo di Firenze; creato cardinale presbitero di San Matteo in Merulana; deceduto l'8 aprile 1708.
- Girolamo Gastaldi, tesoriere generale emerito della Camera Apostolica; creato cardinale presbitero di Santa Pudenziana; deceduto l'8 aprile 1685.
- Girolamo Casanate, segretario emerito della S.C. per i Vescovi e i Regolari; creato cardinale diacono di Santa Maria in Portico Campitelli; deceduto il 3 marzo 1700.
- Pietro Basadonna, ambasciatore emerito della Repubblica di Venezia presso la Santa Sede; creato cardinale diacono di Santa Maria in Domnica; deceduto il 6 ottobre 1684.

Oltre ai quattro cardinali sopra citati, ne creò anche uno in pectore:
- Federico Baldeschi Colonna, arcivescovo titolare di Cesarea di Cappadocia, segretario emerito della S.C. de Propaganda Fide, creato cardinale presbitero di San Marcello (pubblicato nel concistoro del dicembre 1674); deceduto il 4 ottobre 1691.

## 27 maggio 1675 (VI)
Il 27 maggio 1675, papa Clemente X creò 6 cardinali:
- Galeazzo Marescotti, arcivescovo titolare di Corinto, nunzio apostolico in Spagna; cardinale presbitero di San Bernardo alle Terme (titolo ricevuto nel marzo 1676); deceduto il 3 luglio 1726.
- Alessandro Crescenzi, C.R.S., patriarca titolare di Alessandria dei Latini, vescovo emerito di Bitonto; creato cardinale presbitero di Santa Prisca; deceduto l'8 maggio 1688.
- Bernardino Rocci, arcivescovo titolare di Damasco, maestro del Sacro Palazzo Apostolico; creato cardinale presbitero di Santo Stefano al Monte Celio; deceduto il 2 novembre 1680.
- Fabrizio Spada, arcivescovo titolare di Patrasso, nunzio apostolico in Francia; creato cardinale presbitero di San Callisto (titolo ricevuto nel marzo 1676); deceduto il 15 giugno 1717.
- Mario Alberizzi, arcivescovo titolare di Neocesarea del Ponto, nunzio apostolico in Austria; creato cardinale presbitero di San Giovanni a Porta Latina (titolo ricevuto nel marzo 1676); deceduto il 29 settembre 1680.
- Philip (Thomas) Howard of Norfolk, O.P., vescovo titolare di Elenopoli di Bitinia, vicario apostolico per l'Inghilterra; creato cardinale presbitero di Santa Cecilia (titolo ricevuto nel marzo 1676); deceduto il 17 giugno 1694.

## Fonti
- (EN) Salvador Miranda, Clement X, su fiu.edu – The Cardinals of the Holy Roman Church, Florida International University.